# Ashley Boettcher
Ashley Boettcher (n. 3 septembrie 2000) este o actriță americană. A jucat încă de la vârsta de patru ani și este cel mai bine cunoscută pentru rolul Mel Fuller din serialul Gortimer Gibbon's Life on Normal Street, produs de Amazon Studios.

## Viața și cariera
Boettcher s-a născut în Texas, Statele Unite ale Americii. A început să activeze la vârsta de cinci ani. Ea descrie începutul ei în calitate de "poveste lungă, dar răspunsul scurt este că toate ușile deschise s-au deschis și m-am născut să o fac". [1]
A fost în mai multe emisiuni de televiziune și filme și este recunoscută în primul rând pentru rolurile sale în Alien în mansardă ca Hannah Pearson și ca Mel Fuller în viața lui Gortimer Gibbon pe Strada Normală.
Ea este o prietenă bună cu Gortimer Gibbon pe Strada normală, Sloane Morgan Siegel și Drew Justice. [2]

## Filmografie
| An   | Titlu                            | Rol            | notițe      |
| ---- | -------------------------------- | -------------- | ----------- |
| 2009 | Aliens in the Attic              | Hannah Pearson |             |
| 2011 | Judy Moody și vara lui No Bummer | Jessica Finch  |             |
| 2012 | Ernest & Celestine               | N / A          | Rolul vocii |
| 2015 | Ziua galbenă                     | Fetiță         |             |
| 2016 | Tronul Elfilor                   | Liya           | Rolul vocii |

| An           | Titlu                                       | Rol                           | notițe                            |
| ------------ | ------------------------------------------- | ----------------------------- | --------------------------------- |
| 2005         | Evadare din pușcărie                        | Nepoata Cutterului de usturoi | Episod: "Allen"                   |
| 2006         | Las Vegas                                   | Soră mai mică                 | Episod: "Crăciun alb"             |
| 2011         | Agitați-o                                   | Suzy Richman                  | Episod: "Camp it Up"              |
| 2011         | Parteneri                                   | Tânărul Mattie Scott          | Film de televiziune               |
| 2013         | Străinii în casă                            | Phoebe                        | Film de televiziune               |
| 2014         | Despre un baiat                             | Ashleigh                      | Episod: "Despre un sărut"         |
| 2014         | Legenda lui Korra                           | Fiica lui Kuon                | Rolul vocii; episod: "Renasterea" |
| 2014-2016    | Viața lui Gortimer Gibbon pe strada normală | Mel Fuller                    | Rolul principal                   |
| 2016         | Insula Taberei de vară                      | Arici                         | Pilot                             |
| 2017         | Codul Negru                                 | Olivia Jones                  | Episod: "Vertigo"                 |
| 2017-prezent | A pierdut în Oz                             | Dorothy Gale                  | Rolul principal al vocii          |
| 2018         | Singur împreună                             | Jane                          | Episod: "O poveste dramatică"     |
| 2018         | Ia scurtat                                  | Zoe                           | 2 episoade                        |

| An   | Titlu                  | Rol    | notițe |
| ---- | ---------------------- | ------ | ------ |
| 2019 | Îngerul Împărăției III | Olette |        |

## Premii și nominalizări
| An   | Adjudecare         | Categorie                                                               | Muncă | Rezultat | refs                          |
| ---- | ------------------ | ----------------------------------------------------------------------- | --- | -------- | ----------------------------- |
| 2012 | Tânăr Artist Award | Cel mai bun spectacol într-un film de lung metraj - Young Ensemble Cast | Judy Moody și vara lui No Bummer (împreună cu Jordana Beatty , Preston Bailey , Parris Mosteller , Garrett Ryan, Cameron Boyce , Taylar Hender , Jackson Odell) | Castigat | Premii și nominalizăriEditare |